# Autographa gamma
Autographa gamma là một loài bướm đêm trong họ Noctuidae.

## Hình ảnh

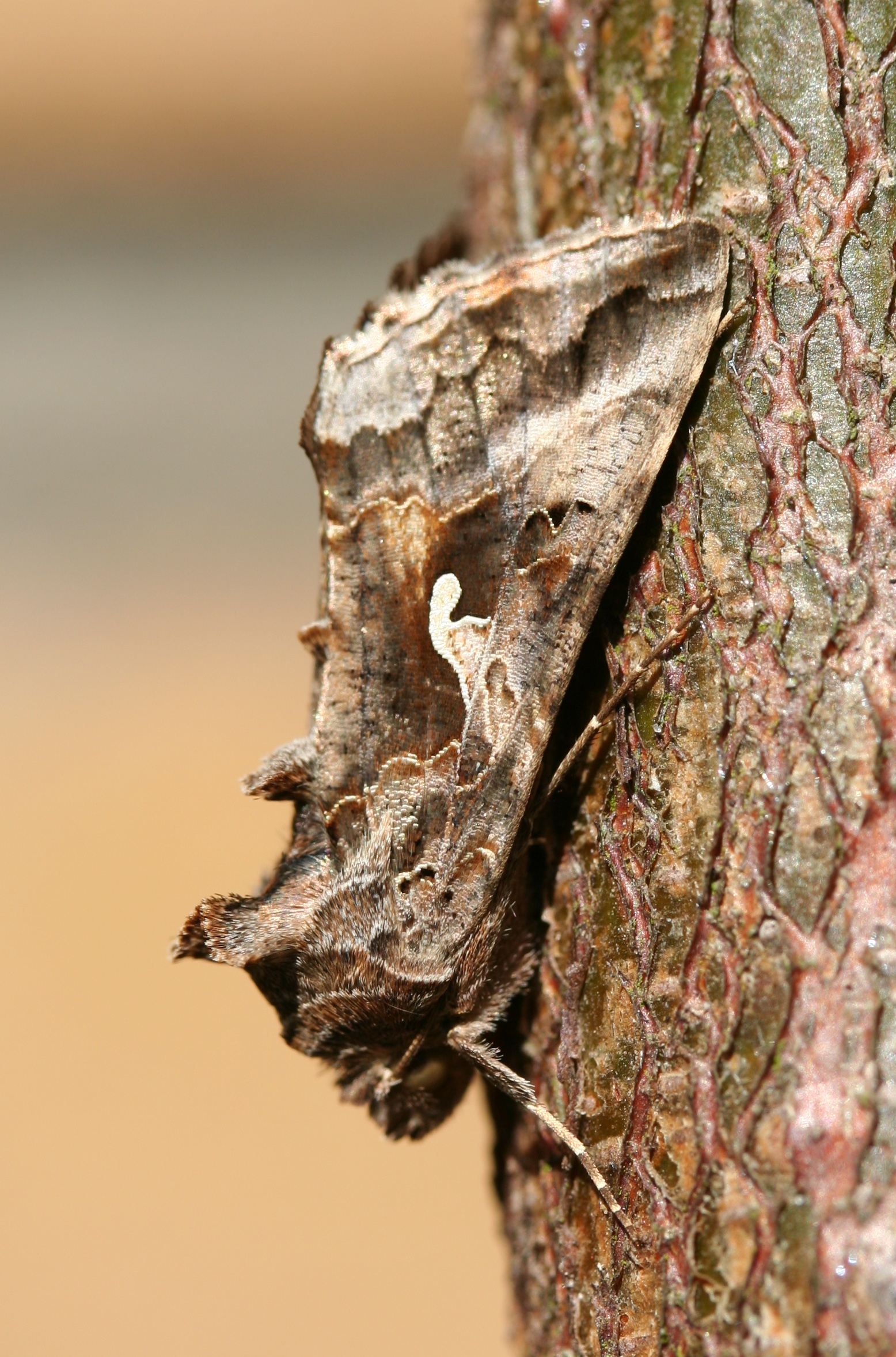
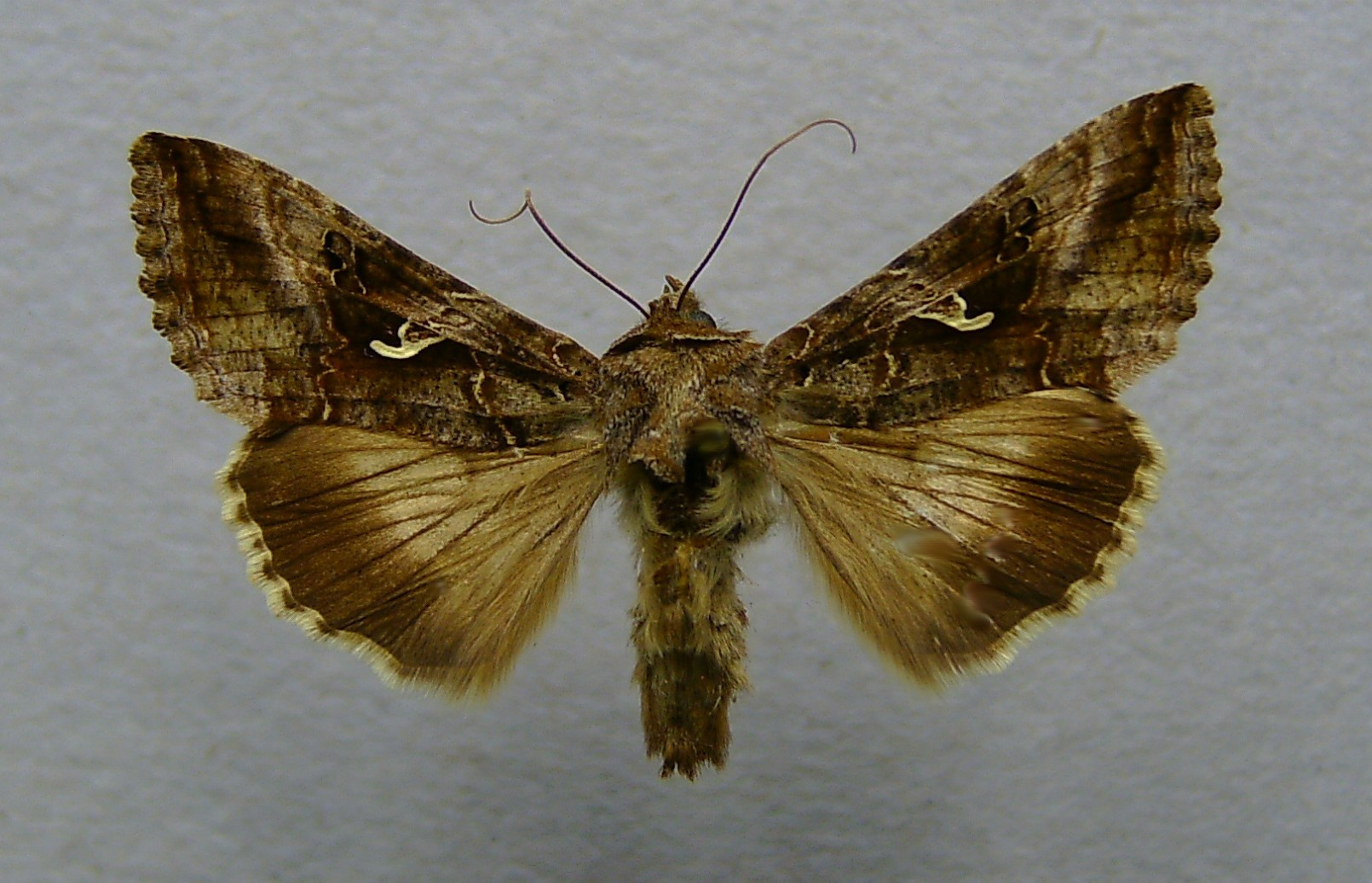
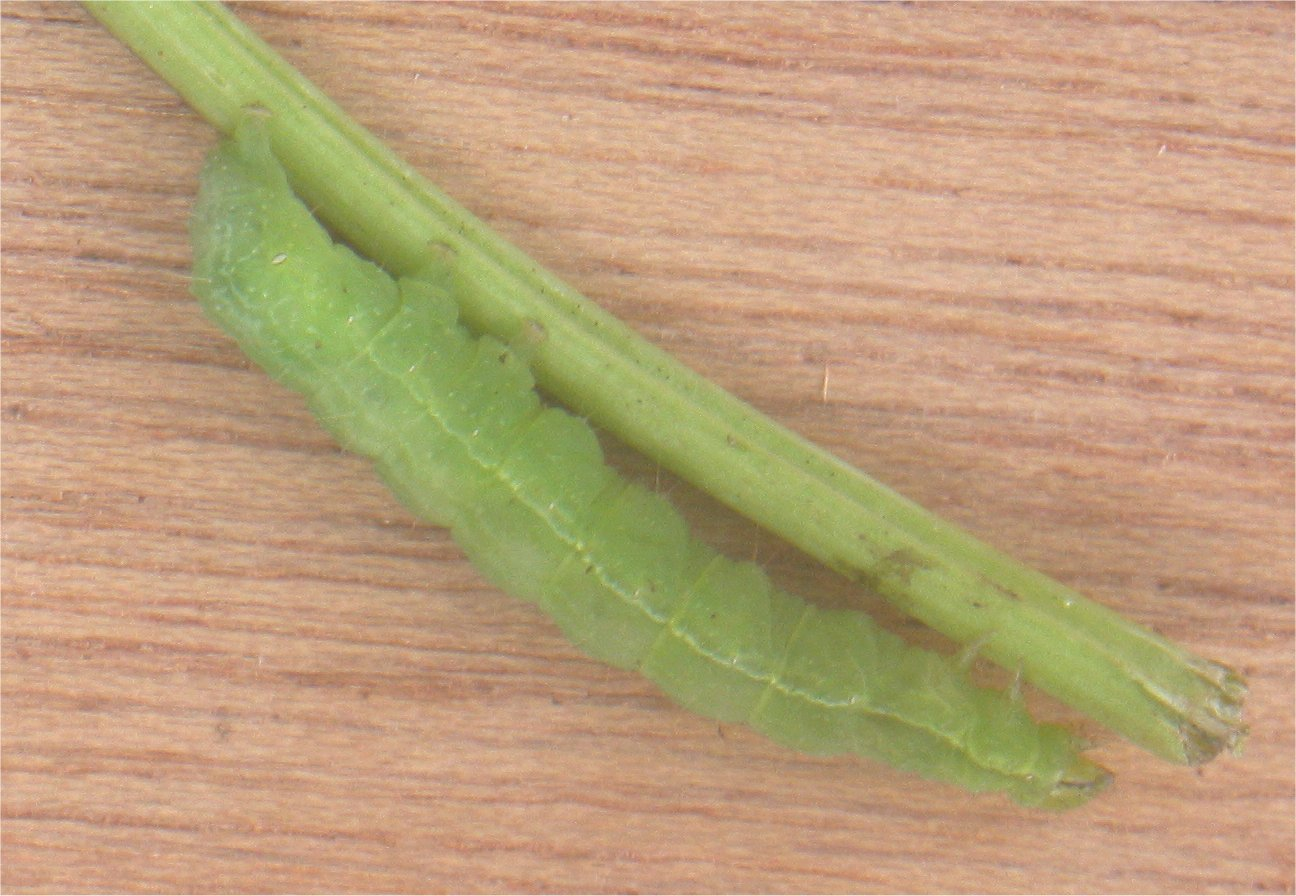
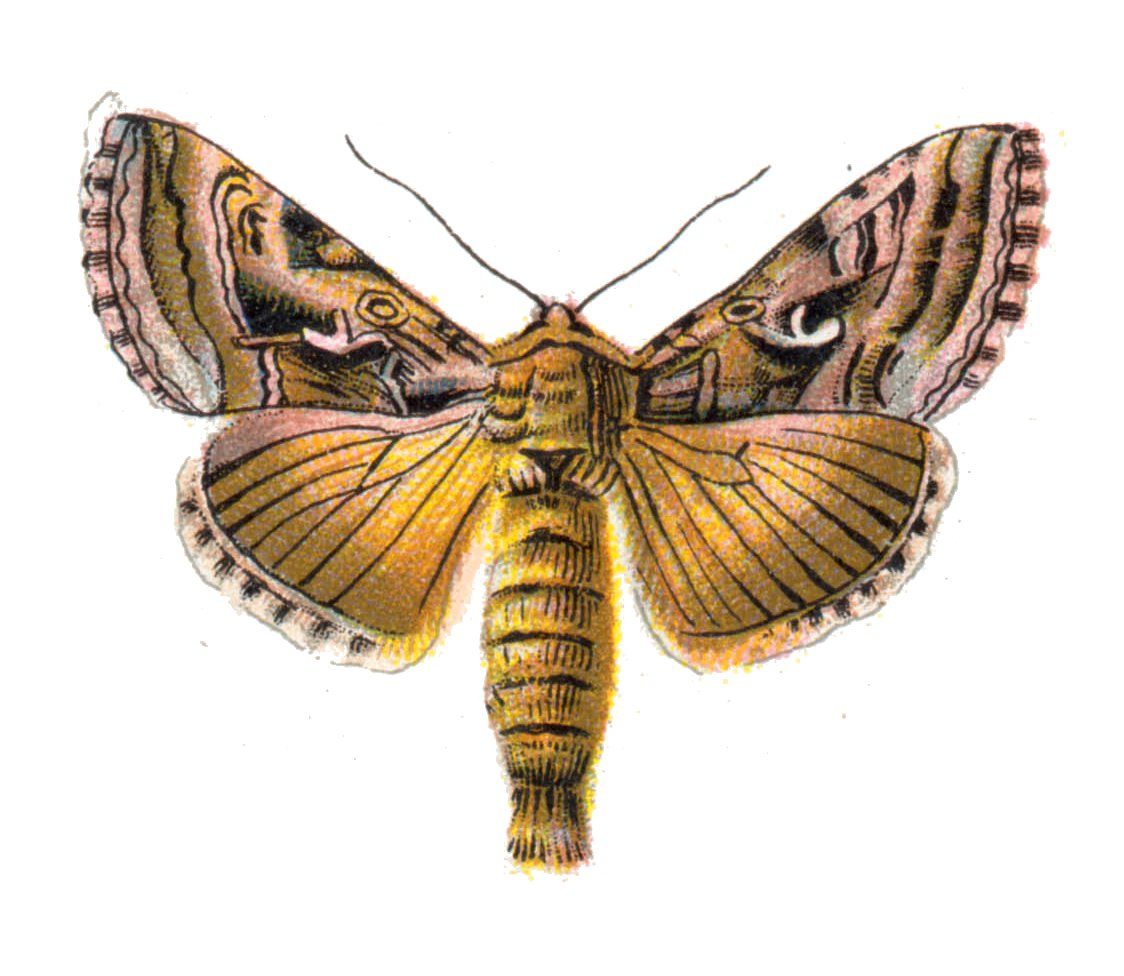